# Androdon aequatorialis
Il colibrì dentato (Androdon aequatorialis Gould, 1863) è un uccello della famiglia Trochilidae. È l'unica specie nota del genere Androdon.

## Descrizione

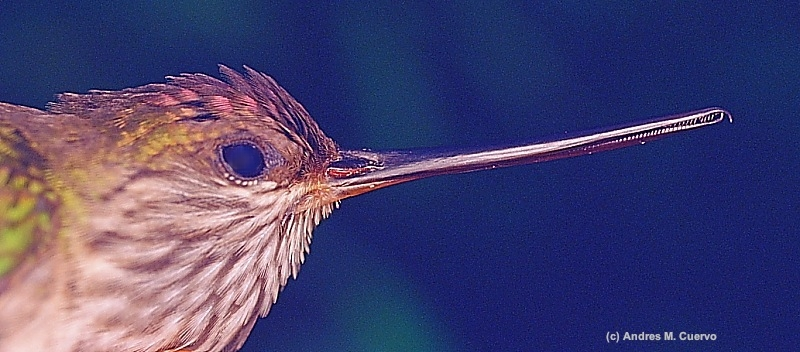
Dettaglio del becco

È un colibrì di medie dimensioni, lungo 13,2–14,2 cm (di cui 4 cm spettano al becco), con un peso di 5-9 g; la femmina è leggermente più piccola del maschio ed ha un piumaggio di colori meno brillanti (dimorfismo sessuale). L'estremità del becco del maschio presenta un piccolo uncino e delle fini dentellature,  cui si deve il nome comune della specie.

## Biologia
È una specie prevalentemente nettarivora che si nutre del nettare dei fiori di diverse specie di piante, tra cui Ericaceae spp. e Gesneriaceae spp.

## Distribuzione e habitat
La specie è diffusa lungo una ristretta area che si estende dalla estrema propaggine sud-orientale di Panama (Darién), lungo la costa pacifica della Colombia, sino alla estremità settentrionale dell'Ecuador (Provincia del Pichincha).